# Vince Eager

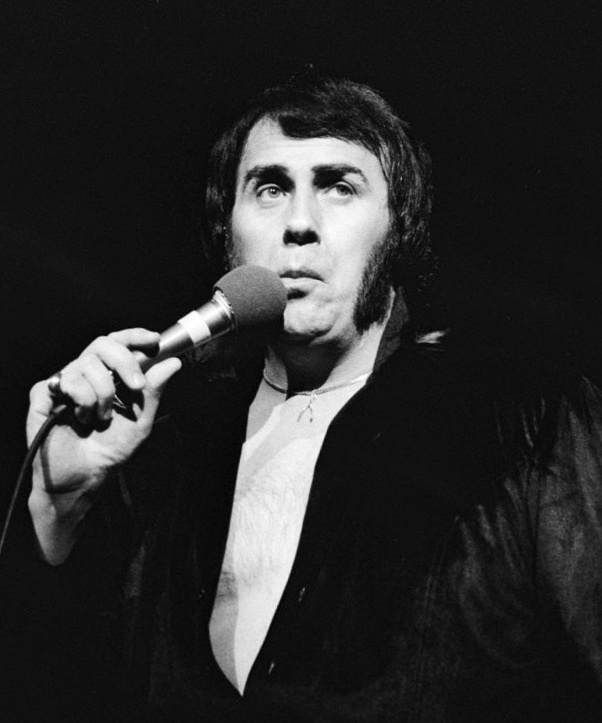
Vince Eager, 1980

Vince Eager (* 4. Juni 1940 in Grantham, Lincolnshire, England), eigentlich Roy Taylor, ist ein britischer Pop-Musiker (Gitarre und Gesang). Er gehörte zu den Künstlern, die Larry Parnes unter Vertrag hatte.
Mit Freunden gründete der junge Roy Taylor um 1956 herum die Skiffle-Band „The Vagabonds“. Mit dabei waren Brian „Liquorice“ Locking (Bass – später war er Mitglied der Shadows), Roy Clark (Gitarre und Gesang) sowie Mick Fretwell (Waschbrett und Schlagzeug). Sie eiferten ihrem Vorbild Lonnie Donegan nach und spielten dessen Hits. Schließlich schafften sie es sogar, als Vorgruppe bei einem Konzert von Donegan zu spielen.
Bei einem Auftritt in der 2i’s Coffee Bar wurde Larry Parnes auf die Band aufmerksam und verpflichtete sie. Wie üblich gab Parnes dem Frontmann einen neuen Namen, aus Roy Taylor wurde Vince Eager, und aus den Vagabonds wurde „Vince Eager & the Vagabonds“. Zwischen 1958 und 1963 entstand eine Reihe von Singles, ohne dass ein richtiger Hit dabei gewesen wäre. Nach einem Streit um nicht ausgezahlte Tantiemen trennte sich Eager von Parnes.
In den folgenden Jahren wandte Eager sich dem Kabarett und Theater zu. Er spielte fünf Jahre lang im Erfolgsmusical „Elvis“. 1986 zog er nach Amerika und arbeitete als Direktor bei einem Kreuzfahrtunternehmen.
2001 ging Eager wieder auf Tournee, zusammen mit Big Jim Sullivan und Wee Willie Harris. 2002 trat er mit Lonnie Donegan auf, der nur wenig später verstarb. 2003 erschien das Album Yea! Yea! It's Vince Eager mit Aufnahmen von 1957 bis 2003.